# Правилата
„Правилата“ е български 2-сериен телевизионен игрален филм на режисьора Орфей Цоков по сценарий на Орфей Цоков и Дончо Цончев. Оператор на филма е Георги Карайорданов, а музиката е написана от Ангел Михайлов. Художник е Борис Ахчийски, редактор Марко Стойчев.

## Серии
- 1. част – 47 минути
- 2. част – 41 минути [1].

## Актьорски състав
| Роля                              | Изпълнител         |
| --------------------------------- | ------------------ |
| Ангел Славов, учител по физическо | Иван Налбантов     |
| директорът на ТВУ                 | Светозар Неделчев  |
| учителят по литература            | Дамян Антонов      |
| Борисов                           | Кирил Пелтеков     |
| „Детето“                          | Гълъбин Гълъбов    |
|                                   | Яким Михов         |
|                                   | Грациела Бъчварова |
|                                   | Илия Костадинов    |
|                                   | Кина Бояджиева     |
|                                   | Валентин Петров    |